# ساری‌آیدین
ساری‌آیدین (به قزاقی: Saryaydyn) یک دریاچه در قزاقستان است که در استان قزاقستان غربی واقع شده‌است.